# Penisa algae
Penisa algae là một loài bướm đêm trong họ Noctuidae.